# Пакруоїс (футбольний клуб)
«Пакруоїс» (лит. Pakruojo futbolo centras) — колишній литовський футбольний клуб з Пакруоїса. Заснований 2016 року.

## Сезони
| Сезон | Рівень | Ліга               | Місце | Примітки |
| ----- | ------ | ------------------ | ----- | -------- |
| 2016  | 3.     | Друга ліга (Захід) | 1.    | [ 1 ]    |
| 2017  | 2.     | Перша ліга         | 9.    | [ 2 ]    |
| 2018  | 2.     | Перша ліга         | 7.    | [ 3 ]    |
| 2019  | 2.     | Перша ліга         | 15.   | [ 4 ]    |